# Střelice (Brno-venkov)
Střelice (in tedesco Strelitz) è un comune della Repubblica Ceca facente parte del distretto di Brno-venkov, in Moravia Meridionale.